# Saunasaari (ö i Norra Savolax, Norra Savolax, lat 63,59, long 27,88)
Saunasaari är en ö i Finland. Den ligger i sjön Luomanen och i kommunen Sonkajärvi i den ekonomiska regionen  Övre Savolax ekonomiska region  och landskapet Norra Savolax, i den centrala delen av landet, 400 km norr om huvudstaden Helsingfors. Öns area är 1,6 hektar och dess största längd är 310 meter i nord-sydlig riktning.